# ドニプロ高地
ドニプロ高地（ドニプロこうち、ウクライナ語：Придніпровська височина）は、ヨーロッパ平野の東南部における高地である。ドニプロ川と南ブーフ川の間に広がっている。ウクライナのジトーミル州、キエフ州、ヴィーンヌィツャ州、チェルカースィ州、キロヴォフラード州、ドニプロペトローウシク州の地域を占めている。

## 概要
ドニプロ高地は様々な地形と隣接している。北はポリーシャ低地、西はヴォルィーニ・ポジーリャ高地、南は黒海低地、東はドニプロ川の峻険な河岸を境にしている。
ドニプロ高地はウクライナ楯状地の中心部を占めており、西北から東南へ広がっている。資源は豊かで、鉄、満俺、花崗岩、ラブラドル長石、石墨、褐炭、高陵石などがある。
高地は台地のような地形を構成しており、東方面と東南方面へ低下してる。西北部の平均高さは海抜220‐240m、東南部の平均高さは海抜150‐180mである。最大の高さは323m。
高地は多数の河川で切り刻んでいるので、深い河原や谷などが一般的である。特に、キエフからドニプロペトローウシクまでのドニプロ川河岸の地域は谷地が圧倒的多い。その他の谷は南ブーフ川、ソーブ川、スィニューハ川、ヒルシクィーイ・チークィチ川、ローシ川、インフール川、インフレーツィ川、サクサハーニ川などの河川によって作られてある。谷の平均深さは80‐90m。
高地の中部の分水界は広く、ドニプロ川・南ブーフ川付近の分水界は狭い。河川には多く早瀬が見られる。
地形の特徴としてはカーニウ山地がある。山地の平均高さは200mである。